# Say It Isn't So
Say It Isn't So é um filme estadunidense de 2001, do gênero comédia romântica, dirigido por James B. Rogers. O filme recebeu críticas geralmente desfavoráveis e foi um fracasso comercial.

## Sinopse
Rapaz órfão se apaixona pela nova cabeleireira da cidade, mas é visto como pervertido quando corre a notícia de que ela é sua irmã. Os dois se separam. Quando ele descobre que, na verdade, não é irmão de sua amada, tenta desesperadamente evitar que ela se case com outro.

## Elenco
- Heather Graham .... Josephine "Jo" Wingfield
- Chris Klein .... Gilbert "Gilly" Noble
- Orlando Jones .... Dig McCaffey
- Sally Field .... Valdine Wingfield
- Richard Jenkins .... Walter Wingfield
- John Rothman .... Larry Falwell
- Jack Plotnick .... Leon Pitofsky
- Eddie Cibrian .... Jack Mitchelson
- Mark Pellegrino .... Jimmy Mitchelson
- Henry Cho .... Freddy
- Richard Riehle .... Xerife Merle Hobbs
- Brent Briscoe .... Detetive Vic Bloomfield
- Ezra Buzzington .... Stewart
- David L. Lander .... Reverendo Stillwater